# Jean-Jules-Antoine Lecomte du Nouy
Jean-Jules-Antoine Lecomte du Nouy (Paris, 1842- Paris,1923) foi um pintor e escultor francês orientalista.
Foi aluno de Charles Gleyre e Jean-Léon Gérôme.